# Sempalwadak
Sempalwadak is een bestuurslaag in het regentschap Malang van de provincie Oost-Java, Indonesië. Sempalwadak telt 2583 inwoners (volkstelling 2010).